# Torre Fundadores
De Torre Fundadores (Stichterstoren) is het plan voor een wolkenkrabber die in San Pedro Garza García, een voorstad van Monterrey in Mexico, gebouwd zou kunnen worden. De toren moet een van de vijf hoogste gebouwen van Mexico worden. Hij zal onder meer kantoren, een campus en 236 appartementen gaan bevatten.
Het project vergt een investering van ongeveer 120 miljoen Amerikaanse dollar.

## Details
- Het gebouw zal 290 meter hoog worden en 77 verdiepingen omvatten.[1]
- De totale oppervlakte van het gebouw zal 130000 m² zijn waarvan 23000 m² kantoorruimte, 12000 m² voor de detailhandel en een campus van 12185 m².
- De wolkenkrabber zal over 25 hogesnelheidsliften beschikken, met een snelheid van 6,8 meter per seconde.